# الإسلام والقومية
لقد كانت العلاقة بين الإسلام والقومية (بالإنجليزية: Nationalism)، منذ بدايات الإسلام وحتى اليوم، متوترة في كثير من الأحيان، حيث يتعارض كل من الإسلام والقومية بشكل عام.

## القرآن والحديث
يَا أَيُّهَا النَّاسُ إِنَّا خَلَقْنَاكُمْ مِنْ ذَكَرٍ وَأُنْثَى وَجَعَلْنَاكُمْ شُعُوبًا وَقَبَائِلَ لِتَعَارَفُوا إِنَّ أَكْرَمَكُمْ عِنْدَ اللَّهِ أَتْقَاكُمْ إِنَّ اللَّهَ عَلِيمٌ خَبِيرٌ [سورة الحجرات:13]
أدان النبي محمد القومية في العديد من الأحاديث، قائلاً: "«مَنْ قاتَلَ تَحْتَ رَايَةٍ عِمِّيَّةٍ يَدْعُو إلى عَصَبِيَّةٍ أوْ يَغْضَبُ لِعَصَبِيَّةٍ فَقِتْلَتُهُ جَاهِلِيَّةٌ". وفي حديث اخر قال صلى الله عليه وسلم : 
حَدَّثَنَا أَحْمَدُ بْنُ عَبْدِ اللَّهِ بْنِ يُونُسَ ، حَدَّثَنَا زُهَيْرٌ ، حَدَّثَنَا أَبُو الزُّبَيْرِ ، عَنْ جَابِرٍ ، قَالَ : اقْتَتَلَ غُلَامَانِ غُلَامٌ مِنَ الْمُهَاجِرِينَ وَغُلَامٌ مِنَ الْأَنْصَارِ، فَنَادَى الْمُهَاجِرُ، أَوِ الْمُهَاجِرُونَ : يَا لَلْمُهَاجِرِينَ. وَنَادَى الْأَنْصَارِيُّ : يَا لَلْأَنْصَارِ. فَخَرَجَ رَسُولُ اللَّهِ صَلَّى اللَّهُ عَلَيْهِ وَسَلَّمَ، فَقَالَ : " مَا هَذَا ؟ دَعْوَى أَهْلِ الْجَاهِلِيَّةِ ". قَالُوا : لَا يَا رَسُولَ اللَّهِ، إِلَّا أَنَّ غُلَامَيْنِ اقْتَتَلَا، فَكَسَعَ أَحَدُهُمَا الْآخَرَ. قَالَ : " فَلَا بَأْسَ، وَلْيَنْصُرِ الرَّجُلُ أَخَاهُ ظَالِمًا أَوْ مَظْلُومًا، إِنْ كَانَ ظَالِمًا فَلْيَنْهَهُ ؛ فَإِنَّهُ لَهُ نَصْرٌ، وَإِنْ كَانَ مَظْلُومًا فَلْيَنْصُرْهُ ".
وقال: عَنْ جُبَيْرِ بْنِ مُطْعِمٍ ، أَنَّ رَسُولَ اللَّهِ صَلَّى اللَّهُ عَلَيْهِ وَسَلَّمَ قَالَ : " لَيْسَ مِنَّا مَنْ دَعَا إِلَى عَصَبِيَّةٍ، وَلَيْسَ مِنَّا مَنْ قَاتَلَ عَلَى عَصَبِيَّةٍ، وَلَيْسَ مِنَّا مَنْ مَاتَ عَلَى عَصَبِيَّةٍ ".  حتى أنه سافر إلى المدينة المنورة لحل الصراع الدموي الطويل بين قبيلتي الخزرج والأوس. وفي نهاية المطاف، اعتنقت القبيلتان الإسلام وأصبحا الأنصار. 

## التاريخ الحديث
في أواخر القرن التاسع عشر وأوائل القرن العشرين، ظهرت أيديولوجيات قومية مختلفة من الشرق الأوسط، بما في ذلك القومية التركية، والقومية العربية، والقومية الإيرانية، وكل هذه الأيديولوجيات الثلاث مهدت الطريق للقومية الكردية، التي بدأت كحركة دفاعية ضدهم. وكانت هذه أيضًا هي الفترة التي ظهرت فيها الحركة السلفية والإسلاموية والوحدة الإسلامية، حيث رفض الأخير مفهوم الأمم لصالح الأمة الإسلامية الواحدة.
قاد جمال الدين الأفغاني حركة مناهضة للقومية وأراد الوحدة بين المسلمين. كان الأفغاني يخشى أن تؤدي القومية إلى تقسيم العالم الإسلامي، وكان يعتقد أن وحدة المسلمين أكثر أهمية من الهوية العرقية. محمد رشيد رضا، تلميذ الأفغاني وتلميذ الأفغاني محمد عبده، سيواصل هذا الاعتقاد. كان رضا يعتقد أن توحيد المجتمع الإسلامي لن يكون ممكنا إلا من خلال استعادة الخلافة الإسلامية التي تطبق الشريعة. ودعا رضا العرب إلى القيام بمشروع إسلامي قومي يهدف إلى إحياء الخلافة الإسلامية التي تضم جميع بلاد المسلمين. كما دعا رضا المسلمين إلى بناء نظام سياسي يقوم على الإسلام؛ بدلاً من القومية، التي كثيراً ما أدانها باعتبارها أيديولوجية غربية.
حوالي عام 1908، بدأت القومية التركية في الارتفاع بشكل ملحوظ. قرب نهاية الإمبراطورية العثمانية، مهدت الحركة الوطنية التركية بقيادة مصطفى كمال أتاتورك الطريق أمام الأيديولوجية الكمالية، التي أصبحت الأيديولوجية المؤسسة لتركيا. كان الكماليون يهدفون إلى تتريك وعلمنة تركيا، وذهبوا إلى حد حظر الحجاب واعتماد الأذان التركي. وفي تركيا، أدت الإصلاحات الكمالية الراديكالية إلى ولادة الأيديولوجية المعروفة باسم التوليف الكردي الإسلامي. وبعد عقود عديدة، خلال الحرب الباردة وعملية غلاديو، ظهر التوليف التركي الإسلامي، حيث بدأ ألب أرسلان توركيش، أحد دعاة الأذان التركي، بفتح معسكرات تدريب الذئاب الرمادية بدعم أمريكي لتدريب أعضائها على القتال ضد اليساريين والعلويين، والأكراد فضلا عن الإسلاميين الذين لا يقبلون القومية التركية.
وفي عام 1925، مع حكم سلالة البحلي، أصبحت إيران أيضًا دولة علمانية ذات سياسات قومية. كانت إيران علمانية بشكل متزايد وتغربت أيضًا حتى الثورة الإيرانية التي جعلت الإسلام أساس السياسة الإيرانية. كما هدف روح الله الخميني إلى وحدة جميع المسلمين تحت ولاية الفقيه. قام الخميني بالعديد من المحاولات لسد الفجوة بين السنة والشيعة وكذلك للقضاء على القومية في إيران.
ظهرت القومية العربية في عشرينيات القرن الماضي وأصبحت الأيديولوجية الرائدة في المشرق العربي. وتزايد نفوذها وسيطر القوميون العرب على مختلف الدول العربية. وجاء جمال عبد الناصر في وقت لاحق وقام بتعزيز القومية العربية، وكذلك فعلت الأحزاب السياسية مثل حزب البعث. بدأت الإسلاموية في تحدي القومية العربية وكونها أكبر معارضيها السياسيين. تراجعت القومية العربية بسبب فقدان الروح المعنوية بعد حرب الأيام الستة.
ثم صعّدت جماعة الإخوان المسلمين من إجراءاتها ضد القومية العربية، خاصة في مصر وسوريا، اللتين كانتا من الأماكن الرائدة للقومية العربية. هاجم حزب البعث السوري الدين بانتظام، ودخل في صراع مع الأيديولوجيات القومية العربية الأخرى مثل التيار الناصري، التي اتهمها البعثيون السوريون بخيانة المُثُل الاشتراكية. واتهم ناصر فيما بعد البعثيين بمعاداة الدين وتعزيز الطائفية بين العرب. وكان حزب البعث العراقي، وخاصة في عهد صدام حسين، حزبا علمانيا واشتراكيا مثل حزب البعث السوري. ومع ذلك، كان لدى حزب البعث العراقي مشاعر أقوى بكثير معادية لإيران ولم يتحول إلى الدين إلا بعد الحملة الإيمانية بعد هزيمة العراق خلال حرب الخليج الثانية، لاكن حافظ عن قوميته العربية.
وعلى الرغم من التناقض بين الإسلام والقومية، فإن القومية الباكستانية دينية وليست علمانية، والإسلام هو مركزها. كما تخلط حركة حماس بين القومية الفلسطينية والإسلاموية، مما يجعلها في صراعات مع داعش والمنظمات السلفية الأخرى. ويخلط جيش العدل بين القومية البلوشية والإسلام. تجمع الأيديولوجية الرسمية لطالبان بين الإسلاموية والبشتونوالي، وهي أيضًا أحد أسباب الصراع بين داعش وطالبان. تدمج حركة الشباب مشاعر معادية لإثيوبيا، مستوحاة من القومية الصومالية، في أيديولوجيتها.

### الأعمال المذكورة
- Abul Kalam Muhammad Shahed؛ Noor Muhammad Osmani؛ Muhammad Abu Bakr Siddique (2015). "Surah al-Hujurat: A Charter of Ideal Social Life" (PDF). Bangladesh Journal of Islamic Thought. ج. 11 ع. 16: 1–20. ISSN:1816-689X.
- Seyyed Hossein Nasr؛ Caner K. Dagli؛ Maria Massi Dakake؛ Joseph E.B. Lumbard؛ Mohammed Rustom، المحررون (2015). The Study Quran: A New Translation and Commentary. New York, NY: HarperCollins. ISBN:978-0-06-112586-7. مؤرشف من الأصل في 2023-09-29.